# Bartůňkův mlýn
Bartůňkův mlýn (Dolejší) je vodní mlýn v Praze 4-Kunraticích, který stojí na Kunratickém potoce pod hrází Dolnomlýnského rybníka.

## Historie
Vodní mlýn byl vystavěn pravděpodobně v polovině 18. století. Roku 1764 je zmiňován kunratický mlynář Vavřinec Prochaska. 20. března 1794 koupil pustý mlýn za 564 zlatých Jan Sýkora, který jej 11. června 1803 vyměnil s Vojtěchem Tomsou za jeho Horní mlýn. Mlýn byl oceněn na 3500 zlatých a ještě tentýž den jej Vojtěch Tomsa prodal za 5500 zlatých Matouši Jirouškovi. Při dalším prodeji roku 1807 je zaznamenán kromě mlýna také inventář 3 krávy, 10 vepřů a 3 úly včel, vše za 12 000 zlatých.
Roku 1841 koupil mlýn Jan Bartůněk za 2800 zlatých a jeho rodině patřil až do roku 1948, kdy byl znárodněn; po roce 1989 jej rodina dostala při restituci zpět.
Před rokem 1913 byla při mlýně zřízena výletní restaurace. Počátkem 50. let 20. století byl adaptován pro potřeby školní družiny.

## Popis
Mlýnice a dům jsou pod jednou střechou, ale dispozičně oddělené. Zděné jednopatrové budovy stojí kolem čtvercového dvora, hlavní budova má zdobený zděný štít.
Na mlýnské kolo vedla voda z Dolnomlýnského rybníka, který zadržoval 10 694 m³ vody a výška jeho hráze byla 4,30 metru. V roce 1930 měl mlýn jedno kolo na vrchní vodu, spád 5,1 metru a výkon 4,4 koňské síly.